# Biełyj
Biełyj (hist. pol. Biała, Biełoj, Bielsk; ros. Белый) – miasto w obwodzie twerskim w Rosji, w połowie drogi między Smoleńskiem (na południowym zachodzie) a Rżewem.

## Historia
Po raz pierwszy miejscowość była wzmiankowana w 1359 jako fortyfikacja w Księstwie Smoleńskim. Wkrótce przeszła pod władzę Wielkiego Księstwa Litewskiego. W XV wieku stała się częścią majątku należącego do litewskiego księcia Giedymina. W 1503 została opanowana przez Wielkie Księstwo Moskiewskie, które w 1506 roku zbudowało nowy zamek oblegany przez Wielkie Księstwo Litewskie w 1508 roku.
W trakcie wojny moskiewskiej w 1610 roku Aleksander Korwin Gosiewski na czele znacznego oddziału przeprowadził samodzielnie operację wojskową w północnej części Smoleńszczyzny, której zwieńczeniem było zdobycie twierdzy Biała, która następnie obroniła się przed oblężeniem Moskwian i Szwedów. Od 1613 roku ponownie pod kontrolą Moskwy. Od 1618 na mocy rozejmu w Dywilinie ponownie we władaniu Rzeczypospolitej. Przynależała administracyjnie do województwa smoleńskiego, a w 1625 otrzymała od króla Polski Zygmunta III Wazy prawa miejskie. W związku ze spodziewaną wojną z Moskwą w celu wzmocnienia granicy Rzeczypospolitej hetman Lew Sapieha skierował w 1632 roku do twierdzy w Białej dodatkowych 100 żołnierzy piechoty pod dowództwem Filipa Bucholtza, jednak po wybuchu wojny smoleńskiej 15 listopada twierdza została zajęta przez wojska moskiewskie, na skutek zdrady komendanta.
Według kroniki Grzegorza Gdańskiego, pod Białą Jakub Wejher złożył obietnicę wybudowania klasztoru, której urzeczywistnieniem było sanktuarium w Wejherowie.

…Podczas powrotu do ojczyzny pod Białą, miastem jakimś moskiewskim jeszcze nie zdobytym, zatrzymał się i wziął udział w jego oblężeniu. Nagle został zasypany, bo nieprzyjaciel zastosował miny. Widząc, że jest w ostatecznym niebezpieczeństwie życia i cały ratunek upatrując tylko w Bogu, przez zasługi św. Franciszka, umiłowanego opiekuna swego, wezwał pomocy bożej ślubując że jeżeli wyjdzie cało z tego krytycznego położenia na wieczną pamiątkę tego dobrodziejstwa wybuduje w swoich dobrach kościół na cześć Trójcy św. i św. Franciszka i wszelkimi siłami będzie szerzył chwałę bożą. Uczyniwszy ten ślub ocalał.

23 marca 1634 roku obsadzona przez 1000-osobową załogę dowodzonych przez Fiodora Wołkońskiego twierdza została oblężona przez wojska Rzeczypospolitej. Oblężenie, pomimo polskich szturmów, trwało 7 tygodni. Choć twierdza nie została przez Polaków zdobyta, wróciła do Rzeczypospolitej na mocy pokoju w Polanowie. W 1654 roku zdobyta przez Carstwo Rosyjskie, w którego skład de iure weszła po pokoju andruszowskim w 1667 roku. Stał się wtedy wsią pod nazwą Przeprawa Bielska.
Przez krótki okres (lata 1918–1919) część Białoruskiej Republiki Ludowej, po czym włączona do Rosji Sowieckiej.